# 柳敬言
柳 敬言（りゅう けいげん）は、南朝陳の宣帝陳頊の皇后。南朝梁の武帝蕭衍の外孫。本貫は河東郡解県。

## 経歴
柳偃（柳惲の子）と長城公主（蕭衍の娘）のあいだの娘として生まれた。9歳で家事を切り盛りし、あたかも成人のようであったといわれる。成長すると身長は7尺2寸、手は膝まで垂れた。侯景の乱が起こると、敬言は弟の柳盼とともに江陵の元帝を頼り、元帝は姪にあたる敬言を厚遇した。陳頊が江陵にやってくると、元帝は敬言をとつがせた。承聖2年（553年）、敬言は江陵で陳叔宝を出産した。承聖3年（554年）、江陵が西魏軍によって陥落すると、陳頊は関中に連行され、敬言は陳叔宝とともに穣城にとどまった。天嘉2年（561年）、敬言は陳叔宝とともに陳に入り、安成王妃となった。
太建元年（569年）、宣帝（陳頊）が即位すると、皇后に立てられた。宣帝は銭貴妃を寵愛したため、敬言に対してはそれに次ぐ扱いであった。太建14年（582年）、宣帝が死去すると、始興王陳叔陵が反乱を起こして陳叔宝を殺害しようとしたが、敬言は乳母の呉氏（楽安君）とともに陳叔宝を救った。後主（陳叔宝）が即位すると、敬言は皇太后となり、弘範宮に起居した。当時、陳は淮南を失陥して隋軍が長江に迫る国難にあったが、後主は重い瘡病のために聴政できず、敬言が後主に代わって国事を決裁した。後主の瘡病が癒えると、敬言は政権を後主に返還した。
禎明3年（589年）、陳が滅亡すると、敬言は長安に入った。大業11年（615年）、東都洛陽で死去した。享年は83。洛陽の邙山に葬られた。

## 伝記資料
- 『陳書』巻7 列伝第1
- 『南史』巻12 列伝第2